# 屏風闚

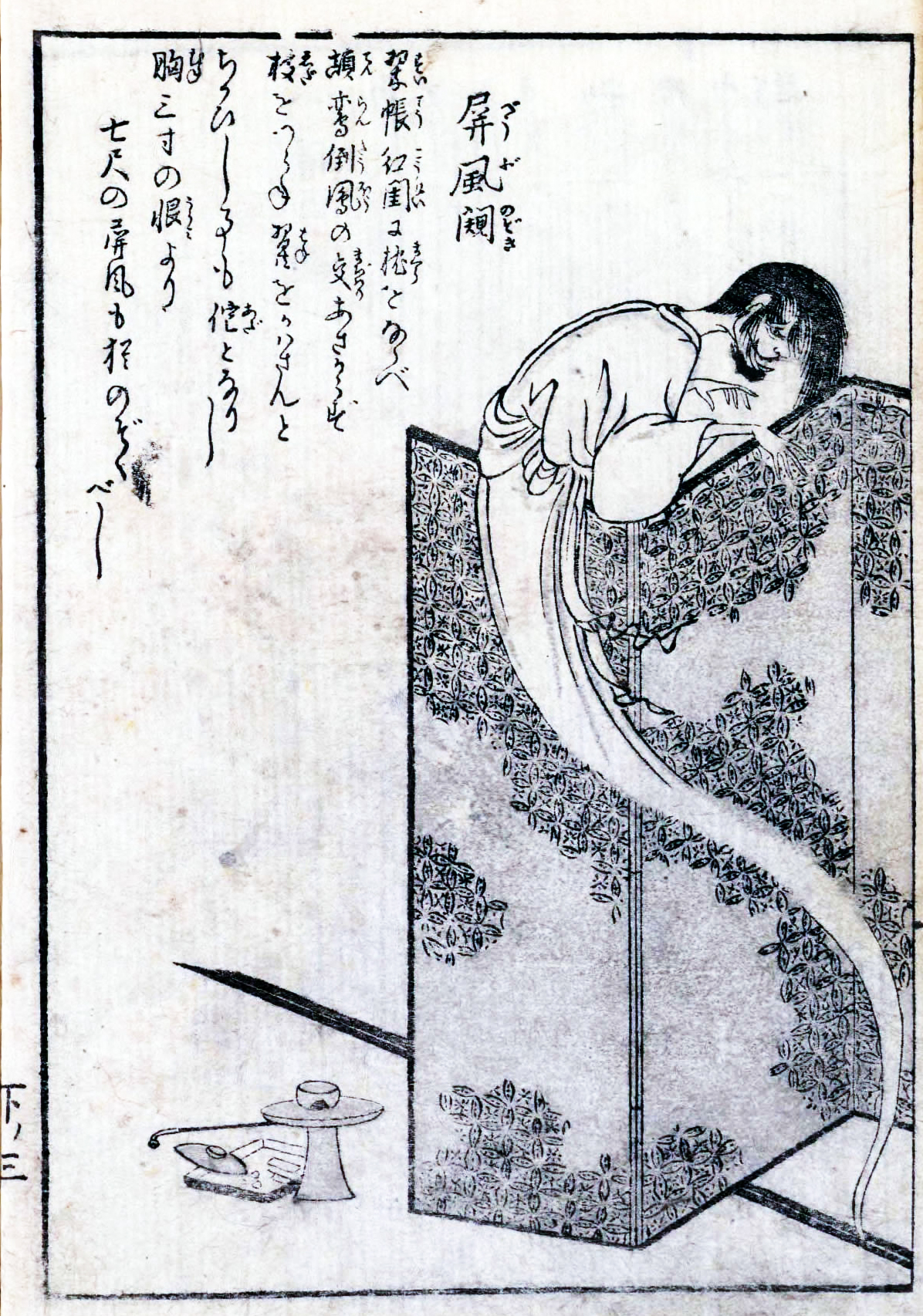
鳥山石燕『今昔百鬼拾遺』より「屛風闚」

屏風闚（屛風闚、びょうぶのぞき）は、鳥山石燕による妖怪画集『今昔百鬼拾遺』にある日本の妖怪。

## 概要
『今昔百鬼拾遺』の解説文によれば、屏風闚とは屏風の外側から人を覗き込む妖怪で、7尺もの屏風の向こうをも覗くとされる。中国の古典によると、秦の始皇帝は殺害されかけたときに咸陽宮の屏風を飛び越えたといわれるが、石燕の解説にある7尺の屏風とはこの咸陽宮の屏風とされる。このことから、屏風闚とは石燕が中国の古典をもとにして描いた創作物との指摘があるが、一方では、多くの男女の秘め事を見続けてきた寝室の屏風が付喪神になったものが屏風闚との説もある。
小説家・山田野理夫の著書『東北怪談の旅』には「屏風のぞき女」と題し、秋田県の以下のような怪談が述べられている。仙北郡角館に住む西田清左衛門という武士が結婚し、美男美女同士の結婚と評判になった。しかしその初夜、布団の中で清左衛門が新妻を抱こうとすると、周りを取り囲む屏風の陰から痩せた女が長い髪を垂らして覗き見ていた。どこから来たかと清左衛門が問うと「のぞき女だ」と名乗った。次の晩も同じようにのぞき女が現れたので、清左衛門が屏風を立てることをやめて蔵にしまったところ、のぞき女は現れなくなった。後にこの屏風は寺に奉納されたという。